# Dekanat Dziatłowo
Dekanat Zdzięcioł (Dziatłowo) – jeden z 16 dekanatów diecezji grodzieńskiej na Białorusi. W jego skład wchodzi 9 parafii.

## Lista parafii
| Lp. | Miejscowość / parafia                                                        | Proboszcz / administrator | Kościół                                                     | Zdjęcie |
| --- | ---------------------------------------------------------------------------- | ------------------------- | ----------------------------------------------------------- | ------- |
| 1   | Dworzec Parafia Bożego Ciała                                                 |                           | Kościół Bożego Ciała w Dworcu                               |         |
| 2   | Zdzięcioł (Dziatłowo) Parafia Wniebowzięcia Najświętszej Maryi Panny         |                           | Kościół Wniebowzięcia Najświętszej Maryi Panny w Zdzięciole |         |
| 3   | Nowojelnia Parafia Serca Pana Jezusa                                         |                           | Kościół Serca Pana Jezusa w Nowojelnii                      |         |
| 4   | Podwielikie Parafia Matki Bożej Anielskiej                                   | ks. Paweł Zwierzyński     | Kościół Matki Bożej Anielskiej w Podwielikach               |         |
| 5   | Rędzinowszczyzna (Randziłowszczyzna) Parafia Najświętszego Serca Pana Jezusa | ks. Paweł Zwierzyński     | Kościół Najświętszego Serca Pana Jezusa w Rędzinowszczyźnie |         |
| 6   | Rohotna Parafia św. Aniołów Stróżów                                          |                           | Kościół św. Aniołów Stróżów w Rohotnej                      |         |
| 7   | Ruda Jaworska Parafia św. Józefa                                             |                           | Kościół św. Józefa w Rudzie Jaworskiej                      |         |
| 8   | Skrundzie Parafia św. Michała Archanioła                                     | ks. Paweł Zwierzyński     | Kościół św. Michała Archanioła w Skrundziach                |         |
| 9   | Starojelnia Parafia Trójcy Przenajświętszej                                  |                           | Kościół Trójcy Przenajświętszej w Starojelnii               |         |